# Chim ruồi họng xanh

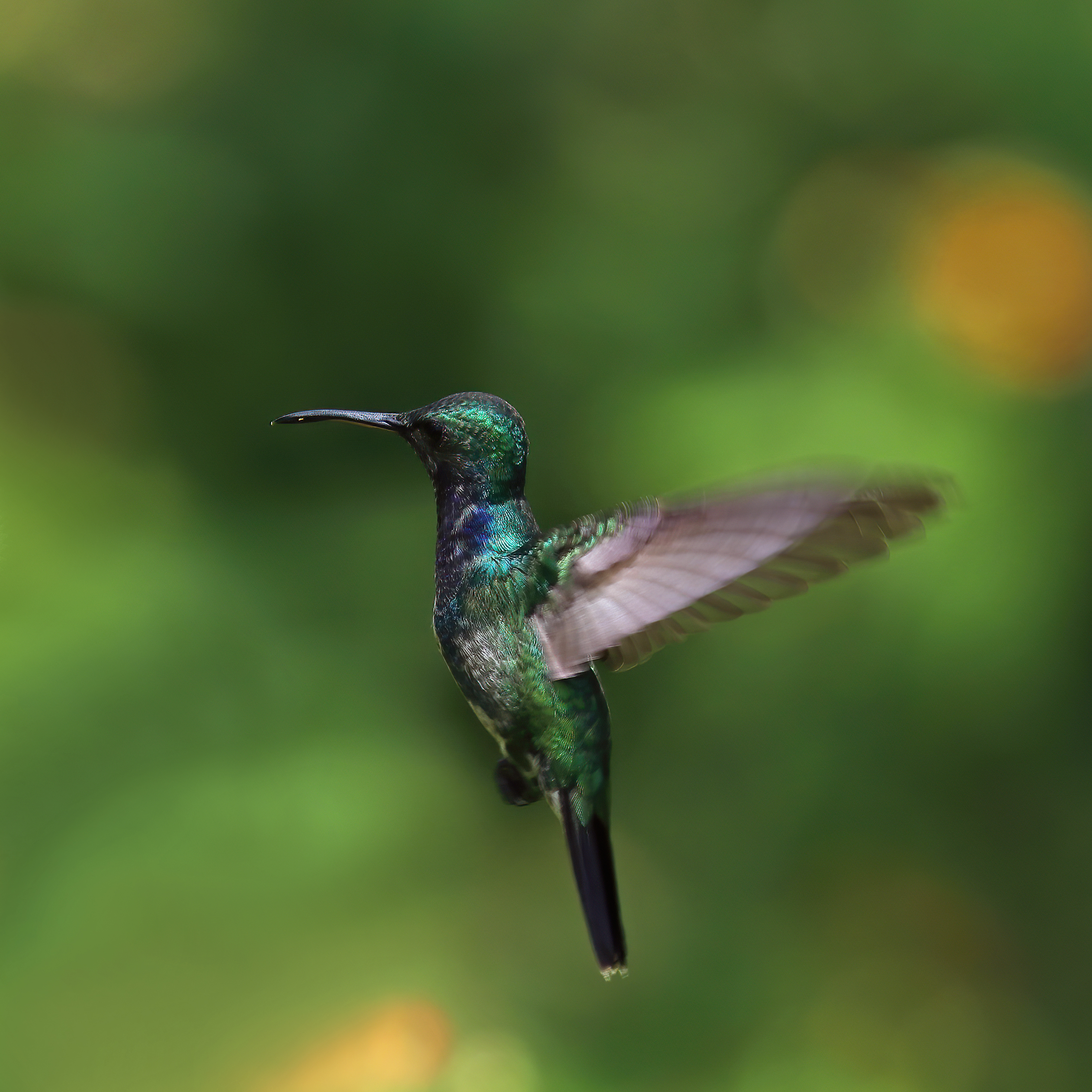
Con đực, Panama

Chim ruồi họng xanh hay chim ruồi họng ngọc bích (Chrysuronia coeruleogularis) là một loài chim ruồi màu lục sáng, được tìm thấy ở Panama, Colombia, và gần đây hơn là Costa Rica. Chim ruồi họng xanh được chia thành ba phân loài; Chrysuronia coeruleogularis coeruleogularis, Chrysuronia coeruleogularis coelina, và Chrysuronia coeruleogularis conifis.
Với chiều dài khoảng 9 cm (3,5 in), loài chim ruồi này có đuôi rẽ nhánh đặc trưng, giúp phân biệt với những loài chim ruồi khác cùng kích cở và màu sắc. Con đực có màu xanh lục ánh kim, với cổ lam-tím và đuôi sẫm màu. Con cái có phần dưới trắng từ cổ đến lỗ huyệt cùng những đốm lục ở hai bên ức.
Với môi trường sống rộng lớn và khả năng thích ứng tốt, chim ruồi họng xanh được xếp vào danh sách các loài ít quan tâm của Sách Đỏ IUCN. Nó thường sống trong rừng ngập mặn, cây bụi, và rừng thưa, tuy nhiên có thể thay đổi để thích nghi nếu cần.

## Phân loại
Chim ruồi họng xanh thuộc Bộ Yến, chứa những họ như chim ruồi, chim yến và yến mào. Chúng nằm trong họ Trochilidae, tức học chim ruồi, đặc trưng bởi kích thước nhỏ, tốc độ trao đổi chất cao và khả năng đập cánh cực nhanh. Mặc dù cùng chi với nhau nhưng chim ruồi họng xanh có quan hệ gần hơn với sapphire đầu xanh (Chrysuronia grayi) so với loài chim ruồi lục sáng. Ngoài ra, Chim ruồi họng xanh còn là outgroup cho một số loài thuộc chi Amazilia, như là Ngọc lục bảo ngực trắng (Amazilia brevirostris) và ngọc lục bảo bụng trơn (Amazilia leucogaster).
Sau khi được miêu tả lần đầu năm 1851, dựa trên sự phân bố và màu sắc, loài chim ruồi này được phát hiện là có thêm hai phân loài khác ngoài phân loài chính Chrysuronia coeruleogularis coeruleogularis. Năm 1856, phân loài thứ hai được tìm thấy ở phía bắc và được đặt tên là Chrysuronia coeruleogularis coelina. Gần đây nhất, vào năm 1932, phân loài thứ ba và cuối cùng được tìm thấy ở phía đông, với tên gọi Chrysuronia coeruleogularis conifis.
Loài này ban đầu được đặt trong chi Lepidopyga. Một nghiên cứu phát sinh chủng loại phân tử năm 2014 cho thấy Lepidopyga thực chất là đa ngành. Trong hệ thống phân loại chỉnh sửa thành đơn ngành, Chim ruồi họng xanh được chuyển đến chi Chrysuronia.

## Miêu tả
Chim ruồi họng xanh có bộ lông màu xanh lục ánh kim, trừ đuôi và cánh có màu sẫm. Con đực có cổ rộng màu xanh dương lấp lánh, còn con cái có cổ màu trắng. Con cái cũng có những đốm xanh lá dọc hai bên ức. Phần đuôi rẽ nhánh rất sâu và được phủ đen ở cuối. Phân loài chỉ định Lepidopyga coeruleogularis coeruleogularis có cổ sẫm hơn, ở phân loài Chrysuronia coeruleogularis conifis thì có màu ngọc lam, và ở  Chrysuronia coeruleogularis coelina thì có màu xanh dương nhạt. Cũng như những loài chim ruồi khác, chim ruồi họng xanh có kích thước nhỏ, với chiều dài vào khoảng 8,5–9,5 cm và cân nặng chỉ ở mức 4–4,5 gram. Con đực có mỏ thẳng, ngắn với xương hàm trên màu đen và xương hàm dưới mang sắc hồng.
Chim ruồi họng xanh thường bị nhầm lẫn với những thành viên khác cùng chi bao gồm chim ruồi bụng ngoc bích (Chrysuronia lilliae) và chim ruồi lục sáng (Chrysuronia goudoti). Khác với Chim ruồi họng xanh, chim ruồi bụng ngọc bích đực có cổ màu xanh đậm hơn phủ hết phần bụng, trừ phần đuôi dưới màu trắng. Chim ruồi lục sáng thì có rất ít lông màu xanh dương so với hai loài Lepidopyga còn lại.

## Phân bố và môi trường sống

### Phân bố
Chim ruồi họng xanh có phân bố rộng khoảng 88.900 km². Mặc dù kích thước quần thể toàn cầu chưa được xác định, phân bố của loài được xem là không đều. Nhìn chung, loài chim ruồi này được tìm thấy ở Panama, Colombia và gần đây nhất là Costa Rica. Phân loài chỉ định Chrysuronia coeruleogularis coeruleogularis có thể được tìm thấy ở phía tây Panama giáp Thái Bình Dương, từ Chiriquí đến Vùng Kênh. Phân loài Chrysuronia coeruleogularis confinis thì được tìm thấy ở những dốc núi Caribbean phía đông Panama và tây bắc Colombia. Còn phân loài Chrysuronia coeruleogularis coelina thì được tìm thấy ở những vùng phía bắc Colombia, từ Chocó đến Ciénaga Grande de Santa Marta.
Năm 2008, một cá thể chim ruồi họng xanh đực được tìm thấy ở Costa Rica, cách biên giới phía bắc của Panama đến 35 kilômét. Điều này cho thấy loài chim ruồi này đang dần phân tán về phương bắc đến những vùng lãnh thổ mới. Tuy nhiên, ngay từ những năm 1962 đã xuất hiện một số ghi chép về mẫu vật ở Costa Rica bị xác định nhầm, và sau này được phát hiện là cá thể của chim ruồi họng xanh.

### Môi trường sống

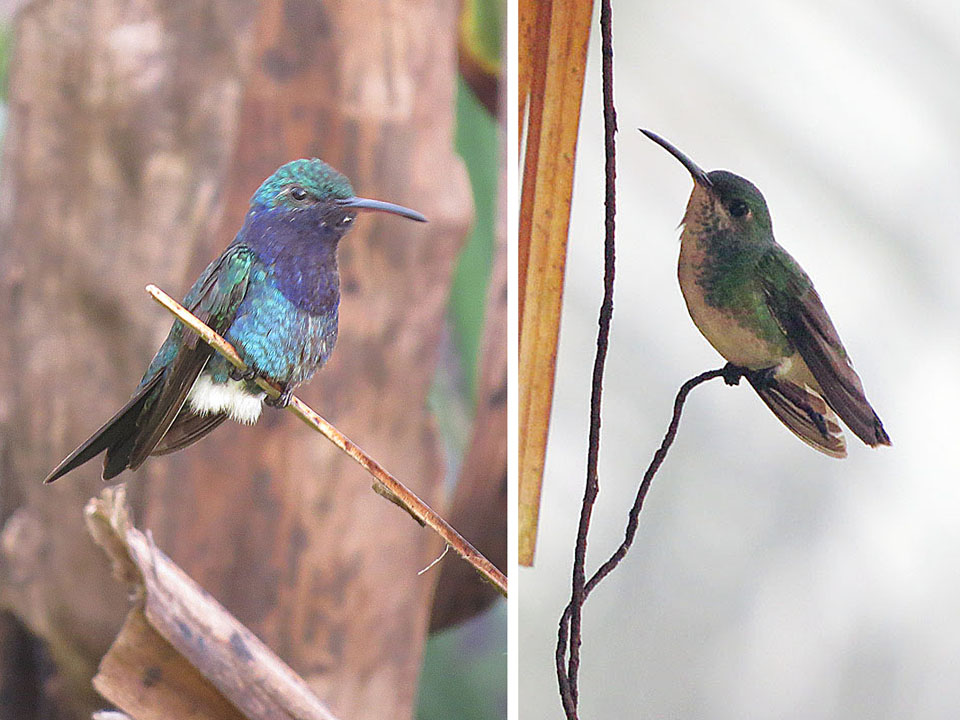

Chim ruồi họng xanh thường được tìm thấy trong những khu rừng ven biển, rừng thứ sinh, những cây bụi hoặc những mảng rừng ngập mặn. Chúng ưa những cánh rừng thưa hoặc bìa rừng hơn là những nơi cây mọc dày đặc. Chim ruồi họng xanh cũng xuất hiện trong những môi trường sống được bảo vệ, như ở Vườn Tự nhiên Quốc gia Tayrona tại Colombia. Chúng có thể sống ở những nơi cao hơn 100m so với mực nước biển.

## Hành vi
Là một loài Trung và Nam Mỹ, chim ruồi họng xanh không có những chuyến di trú lớn như những loài chim ruồi phía bắc như loài chim ruồi họng đỏ. Tuy nhiên, chúng có thể phân tán theo độ cao do thay đổi trong môi trường sống. Chúng sống riêng lẻ chứ không tụ tập hay di trú theo đàn. Trong lúc bay, chim ruồi có tốc độ trao đổi chất thuộc vào hàng cao nhất do đó cần lượng thức ăn (mật hoa) lớn hơn khối lượng cơ thể mỗi ngày để cung cấp đủ năng lượng. Không như những loài chim khác, chim ruồi không đập cánh xuống dưới mà lên trên, giống với cách côn trùng bay.

### Sinh sản

#### Tán tỉnh
Chim ruồi cổ xanh là một loài đa thê, và sống đơn lẻ cho đến khi cần sinh sản. Thông thường, chỉ có con đực mới lăng nhăng với nhiều con cái, tuy nhiên đôi khi con cái cũng giao phối với nhiều con đực. Để lấy được sự chú ý của con cái, con đực thực hiện màn tán tỉnh bằng cách bay theo hình chữ U cho con cái. Khi con cái chấp nhận con đực và hoàn thành giao hợp, con đực tách ra và rời khỏi con cái. Con đực chỉ tham gia vào việc giao phối mà không quan tâm đến việc tìm chỗ và xây tổ hay nuôi con.

#### Xây tổ và ấp trứng
Sau giao hợp, chim ruồi cái chọn địa điểm xây tổ, thường là trong bụi rậm hoặc trên cành cây. Ở một nhánh cây thấp nhỏ, con cái làm tổ theo hình một cái ly bằng sợi xơ của cuộn lại với nhau, phủ trong rêu để ngụy trang. Nhằm tăng sức bền và khả năng co giãn, con cái còn bỏ thêm những sợi xơ thực vật mỏng, lông động vật và lông nhung vào trong tổ, rồi gia cố bằng mạng nhện và những vật liệu dính khác. Nhìn chung tổ chim nhỏ và sâu.

#### Trứng
Do có thân bé, chim ruồi họng xanh chỉ đẻ trung bình hai trứng mỗi lần. Sau khi ấp từ 15 đến 16 ngày, những con non chào đời mà không có lông nhung và không thể nhìn hay bay. Nhìn chung, chim non mất từ 19 đến 22 ngày mới biết bay. Do con đực không hỗ trợ trong việc nuôi con, con mẹ chịu trách nhiệm bảo vệ và kiếm ăn cho chúng bằng thức ăn nhai sẵn. Con cái dùng cái mỏ dài đẩy côn trùng đã nôn ra vào họng của những con non.

### Thực đơn
Chim ruồi họng xanh chủ yếu ăn mật hoa và côn trùng. Là một loài đơn độc, trong mùa hoa nở rộ chúng đôi khi xây những ngôi tổ quanh cây hoa để bảo vệ nguồn thức ăn của mình. Những lúc khác trong năm, chúng thường ăn những hoa mọc thấp dưới đất.

#### Mật hoa
Chim ruồi họng xanh ăn mật của những loài hoa sặc sỡ mọc trên cây hay bụi. Để có đủ năng lượng, chúng thường chọn những hoa có lượng đường cao như các loài thuộc họ Đậu, Thiến thảo, và Sim.
Chúng ăn những hoa có dạng ống bằng cách thò cái lưỡi dài vào trong để lấy mật trong khi bay lơ lửng trên bông hoa. Trong quá trình ăn mật, chim ruồi thường xuyên bị phủ trong phấn hoa, qua đó đóng góp vào sự thụ phấn của các loài thực vật, hình thành nên một quan hệ cộng sinh giữa cây hoa và loài chim.
Trong những khu vực gần nơi dân cư, chim ruồi họng xanh cũng lấy thức ăn từ những chỗ cho mật do người dân địa phương lắp đặt.

#### Côn trùng
Mặc dù mật hoa là nguồn thức ăn chính, nó không cung cấp đủ năng lượng mà chim ruồi họng xanh cần, nhất là trong mùa sinh sản và thời kỳ nuôi con. Do đó, chim ruồi họng xanh cũng ăn các loài chân khớp như ruồi và nhện.

### Hót
Mặc dù không phải là tiếng hót thông thường, chim ruồi có thể được nhận dạng thông qua tiếng vo vo từ việc đập cánh. Giống nhiều loài chim khác, chim ruồi họng xanh có nhiều tiếng gọi khác nhau, nhưng thường gặp nhất là một tiếng lách cách rất cao giống như "wi-didididididididididi".

## Bảo tồn
Loài chim ruồi họng xanh hiện đang được liệt kê là một loài ít quan tâm bởi môi trường sống lớn hơn 20.000 km², mặc cho sự suy giảm dân số, tàn phá và biến đổi môi trường sống. Tuy nhiều nơi sinh sống đã bị phá hủy trong những thập niên vừa qua cho mục đích nông nghiệp, chim ruồi họng xanh có khả năng thích ứng tốt với một môi trường sống khác, và đã phân tán ra phía bắc mà không gây ảnh hưởng đến số lượng cá thể.